# Sady (Groot-Polen)
Sady is een dorp in de Poolse woiwodschap Groot-Polen. De plaats maakt deel uit van de gemeente Tarnowo Podgórne en telt 470 inwoners.